# Yu Tomidokoro
Yu Tomidokoro (富所 悠 Tomidokoro Yu?), född 21 april 1990 i Saitama prefektur, är en japansk fotbollsspelare.
Tomidokoro började sin karriär 2009 i Tokyo Verdy. 2011 flyttade han till AC Nagano Parceiro. 2012 flyttade han till FC Ryukyu. 